# Two Hearts and a Thief (film 1915)
Two Hearts and a Thief è un cortometraggio muto del 1915 diretto da Jack Dillon (John Francis Dillon).

## Produzione
Il film fu prodotto dall'American Film Manufacturing Company.

## Distribuzione
Distribuito dalla Mutual Film, il film uscì nelle sale cinematografiche USA il 18 dicembre 1915.